# 南丹市営バス

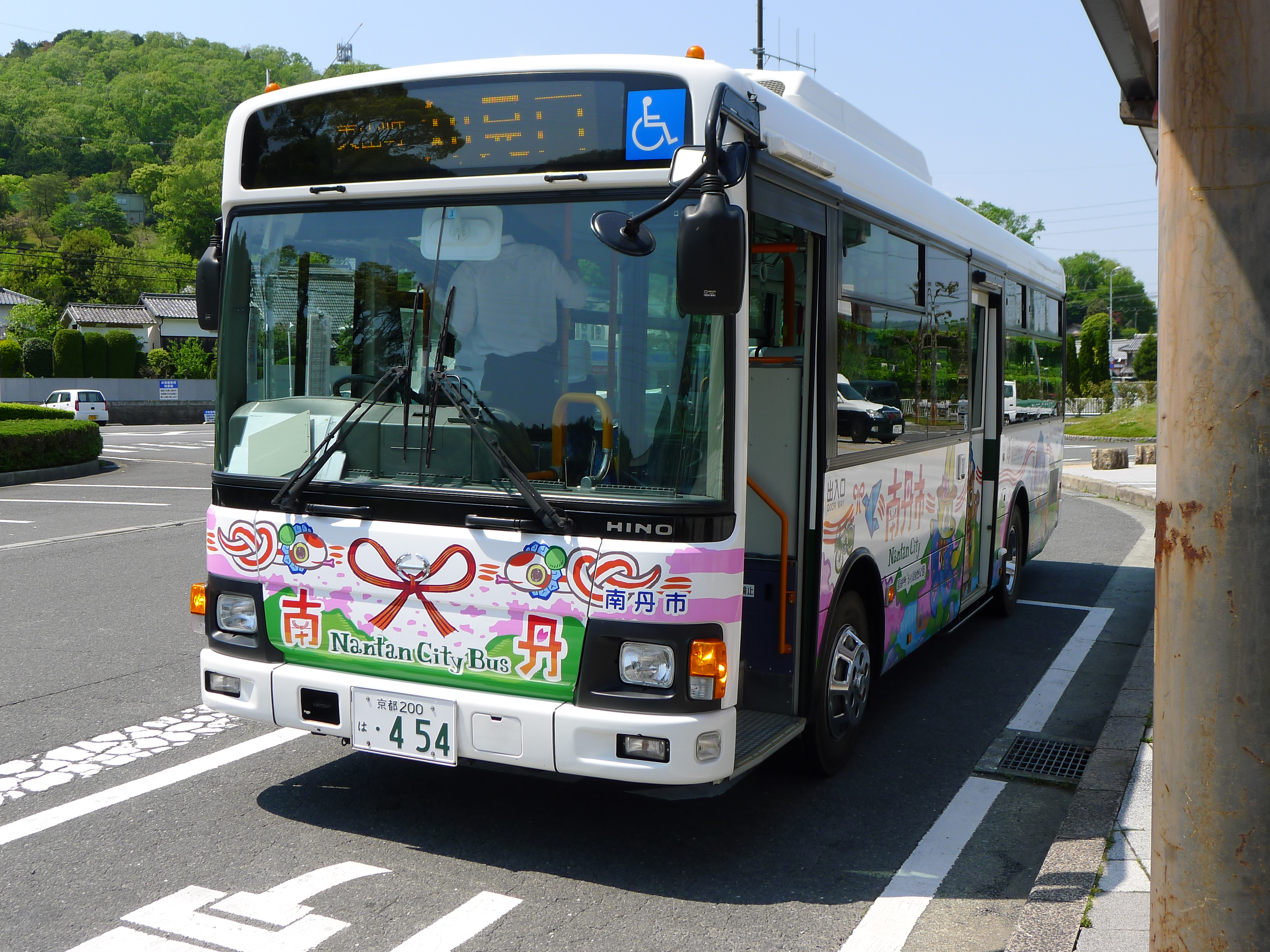
第40回育樹祭（2016年）記念ラッピング仕様の南丹市営バス

南丹市営バス（なんたんしえいバス）は、京都府南丹市が運行するコミュニティバスである。
合併前の旧美山町が運行していた美山町営バス（みやまちょうえいバス）と、旧日吉町が運行していた日吉町営バス（ひよしちょうえいバス）とを、両町を合併した南丹市が一元化して運行している。運行形態は、自家用自動車（白ナンバー車）による有償運送（いわゆる80条バス）である。また合併後に、市内でこれまで直接連絡する公共交通機関のなかった美山と園部とを結ぶ美山園部線が新設された。

## 沿革
- 1989年10月1日 【美山町】京都交通の路線廃止による代替として、美山町営バス運行開始[2]。
  - 開始当初の路線は、大野線（静原 - 和知駅）、鶴ヶ岡線（静原 - 洞）、宮島線（静原 - 原）、知井線（静原 - 知見口）、知見線（知見口 - 知見）、佐々里線（知見口 - 佐々里）、芦生線（出合 - 芦生）。このうち知見線、芦生線は廃止代替ではなく自主運行である。
- 1990年8月1日 【美山町】西日本JRバス京鶴線の一部区間廃止に伴い、福居線（鶴ヶ岡 - 丹波福居）運行開始[2]。
- 1993年10月1日 【日吉町】京都交通の路線廃止による代替として、日吉町営バス運行開始[3]。
  - 開始当初の路線は、五ヶ荘線（保育園前 - 上佐々江）、世木線（保育園前 - 上谷・日吉山の家）の2路線。
- 1994年9月1日 【美山町】西日本JRバス京鶴線の丹波上川（京北町）以北廃止に伴い、下中線（鶴ヶ岡 - 静原 - 鳥谷（京北町））運行開始[2]。
- 2006年1月1日 美山町、日吉町等の合併による南丹市発足により、美山町、日吉町の町営バスを引き継いで南丹市営バスとする[4]。
- 2006年1月4日 美山園部線を新設[4]。
- 2018年4月1日 運賃制度を距離制からゾーン制に変更[5]。

## 運賃・乗車券類
- 料金は50円単位の区間制で、最低料金は150円。
  - 定期券は通勤用と通学用とがあり、いずれも期間が1ヵ月、3ヵ月、6ヵ月のものがある。
  - 1,500円で一日乗り放題の「南丹市営バス1日券」もある。

## 路線
以下の路線がある。（）内は一部便のみ経由、＜停留所名／停留所名＞はどちらかの選択経由
京北線
神楽坂経由
- 和泉 - 松ヶ瀬 - （下吉田 - ）宮脇 - 原 - 下佐々江 - 上佐々江 - 京北病院前 - ＜周山／筒江口＞

安掛経由
- 和泉→松ヶ瀬→（下吉田→）宮脇→又林→安掛→下深見→深見→周山
  - 日曜・祝日は運休。

大野線

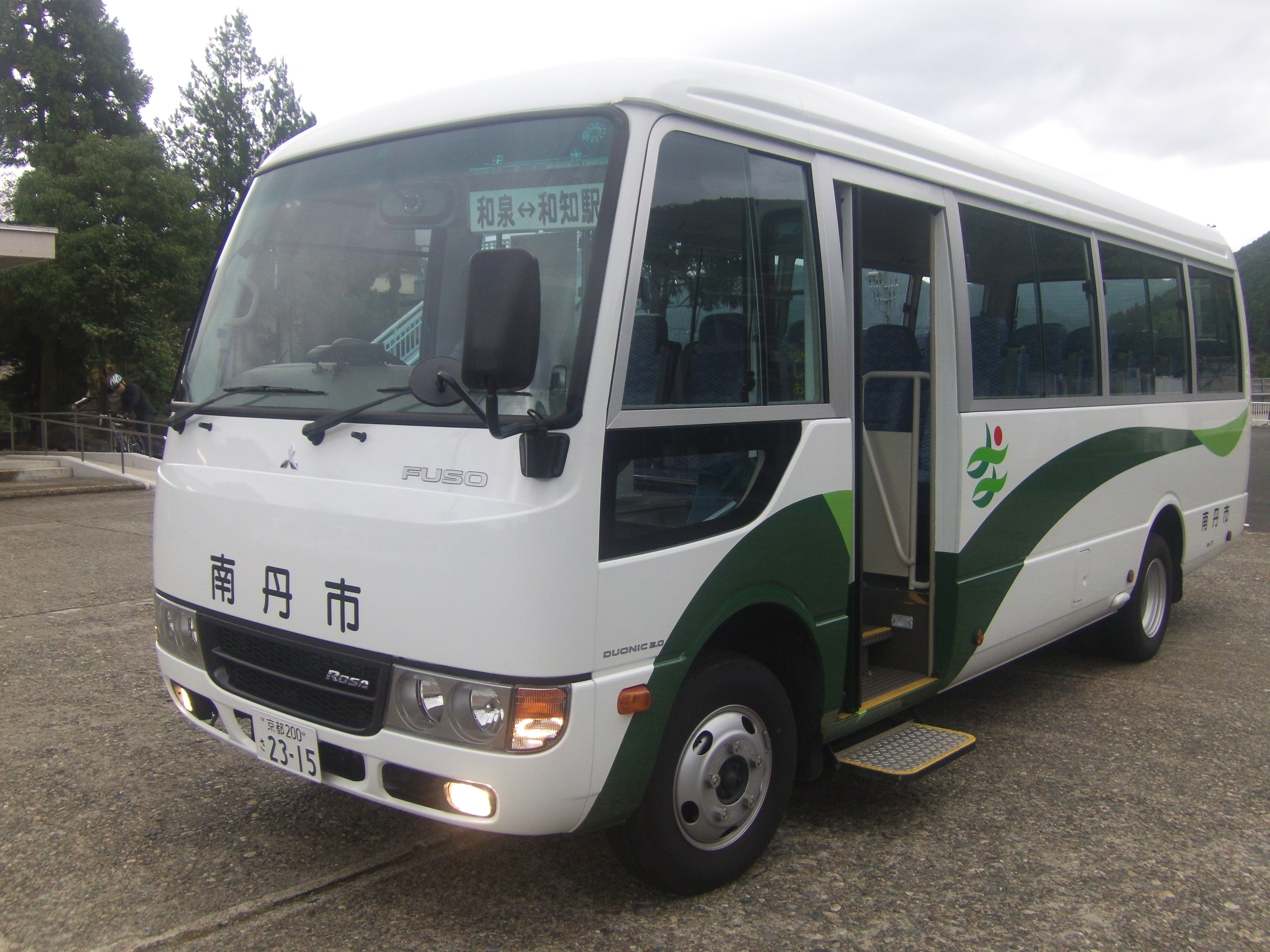
京丹波町の和知駅へ乗り入れる大野線のマイクロバス

- 和泉 - 大野 - （川谷 - ）岩江戸 - 大野ダム - 長瀬 - 和知駅
  - 川谷経由は平日・土曜のみ。一部便は大野ダムまたは長瀬で京丹波町町営バスに乗換。

鶴ヶ岡線
- 和泉 - 鶴ヶ岡 - 洞
  - 鶴ヶ岡 - 洞間は日曜・祝日運休。

福居線
- 鶴ヶ岡 - 丹波福居
  - 日曜・祝日は運休。

知井線
- 和泉 - 松ヶ瀬 - （下吉田 - ）宮脇 - 又林 - 安掛 - （下深見←安掛←）内久保 - 南 - 知見口 
  - 日曜・祝日は運休、代わりに美山園部線が宮脇から知見口方面へ延長される。下深見経由は朝の知見口発1便のみ。

九鬼ヶ坂経由
- 和泉 - 安掛（←南←知見口）
  - 日曜・祝日は運休。

佐々里線
- 知見口 - 出合 - 美山高校前 - 佐々里
  - 日曜・祝日は運休。芦生線と一体で知見口 - 芦生 - 佐々里のように運行される便もある。

芦生線
- 知見口 - （下条←）出合 - 芦生
  - 日曜・祝日は運休。佐々里線と一体で知見口 - 芦生 - 佐々里のように運行される便もある。

知見線
- 知見口 - 八原 - 知見
  - 土曜・日曜・祝日は運休。

河内谷線
- 知見口 - 河内谷
  - 月曜・水曜・金曜のみの運行（祝日は運休）。

五ヶ荘線
- （中央保育所前 - ）日吉駅 - 殿田町 - 四ッ谷 - 下佐々江 - 上佐々江
  - 日曜・祝日は運休。

世木線
- （中央保育所前 - ）日吉駅 - （町筋 - ）小道津 - （中木住 - 日吉山の家 - 中木住 - 小道津 - ）上谷
  - 日曜・祝日は運休。日吉駅 - 日吉山の家間の便と、日吉山の家を経由しない日吉駅 - 上谷間の便がメイン。

日吉ダム線
- 日吉駅 - （町筋←）小道津 - ひよし温泉（ - スプリングスひよし - 府民の森）
  - スプリングスひよしの休業日は運休。また、ひよし温泉～府民の森間はデマンド式で、便数も1日1往復のみとなる。

胡麻線
- 日吉駅 - ＜鍼灸大学前／国際医療大学病院前＞ - 胡麻駅 - （レイクサイド前 - ）（胡麻保育所前 - ）（胡麻郷小学校前 - ）＜新町／上胡麻 - 広野＞ - 後野 - 畑郷
  - 日曜・祝日は運休。

志和賀線
- 日吉駅 - 中央保育所前 - 志和賀
  - 日曜・祝日は運休。

美山園部線
平日・土曜ダイヤ
- 園部駅 - ＜木崎町／園部高校前＞ - 曽我谷口 - 日吉駅 - 殿田町 - 四ッ谷 - 下佐々江 - 原 - 宮脇 - （下吉田→）松ヶ瀬 - 和泉

日曜・祝日ダイヤ
- 日吉駅 - ＜殿田町／ひよし温泉＞ - 四ッ谷 - 下佐々江 - 原 - 宮脇 - 又林 - 安掛 - 内久保 - 南 - 北（かやぶきの里） - 知見口 - 自然文化村

## 車両

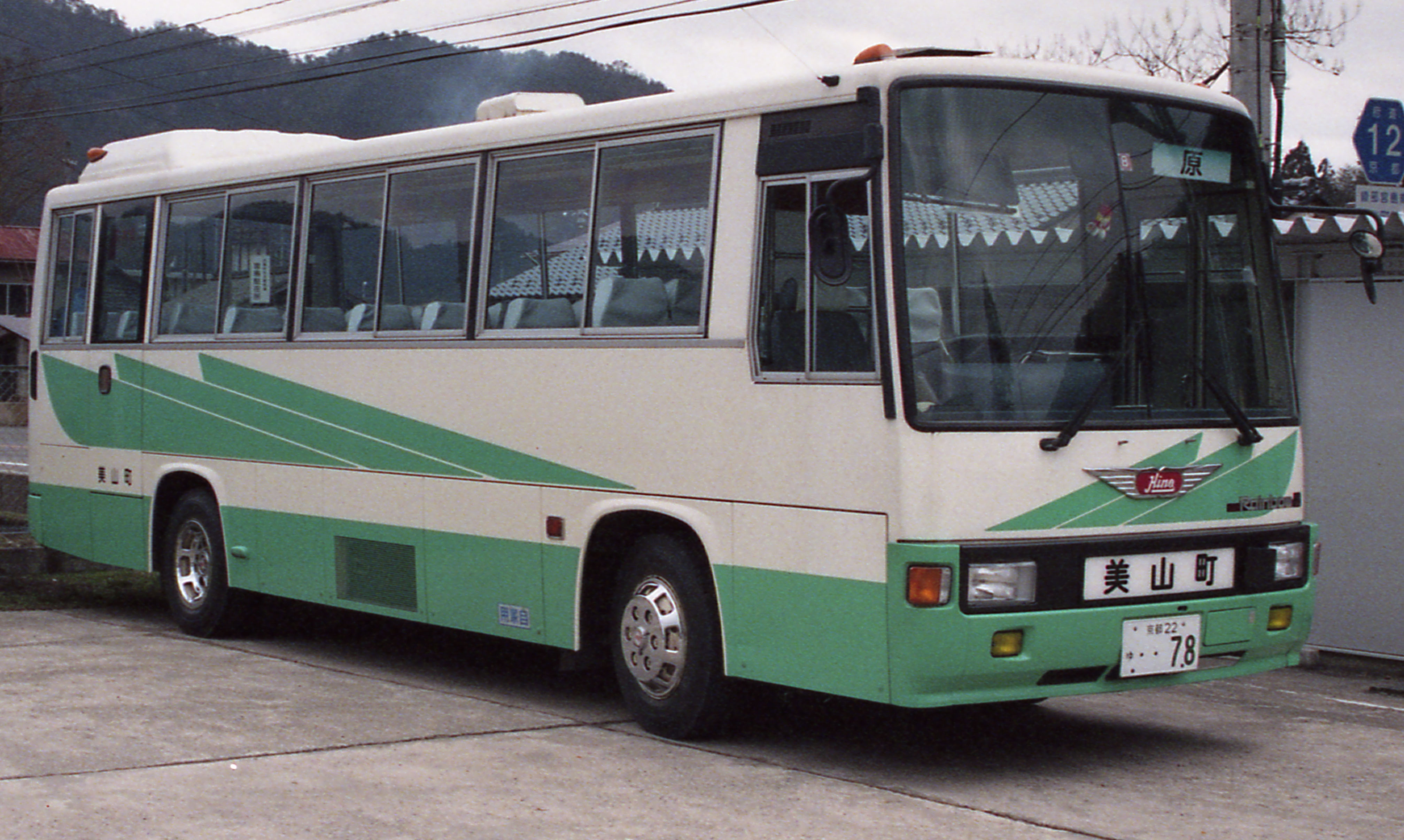
美山町営バス当時の車両（1996年）
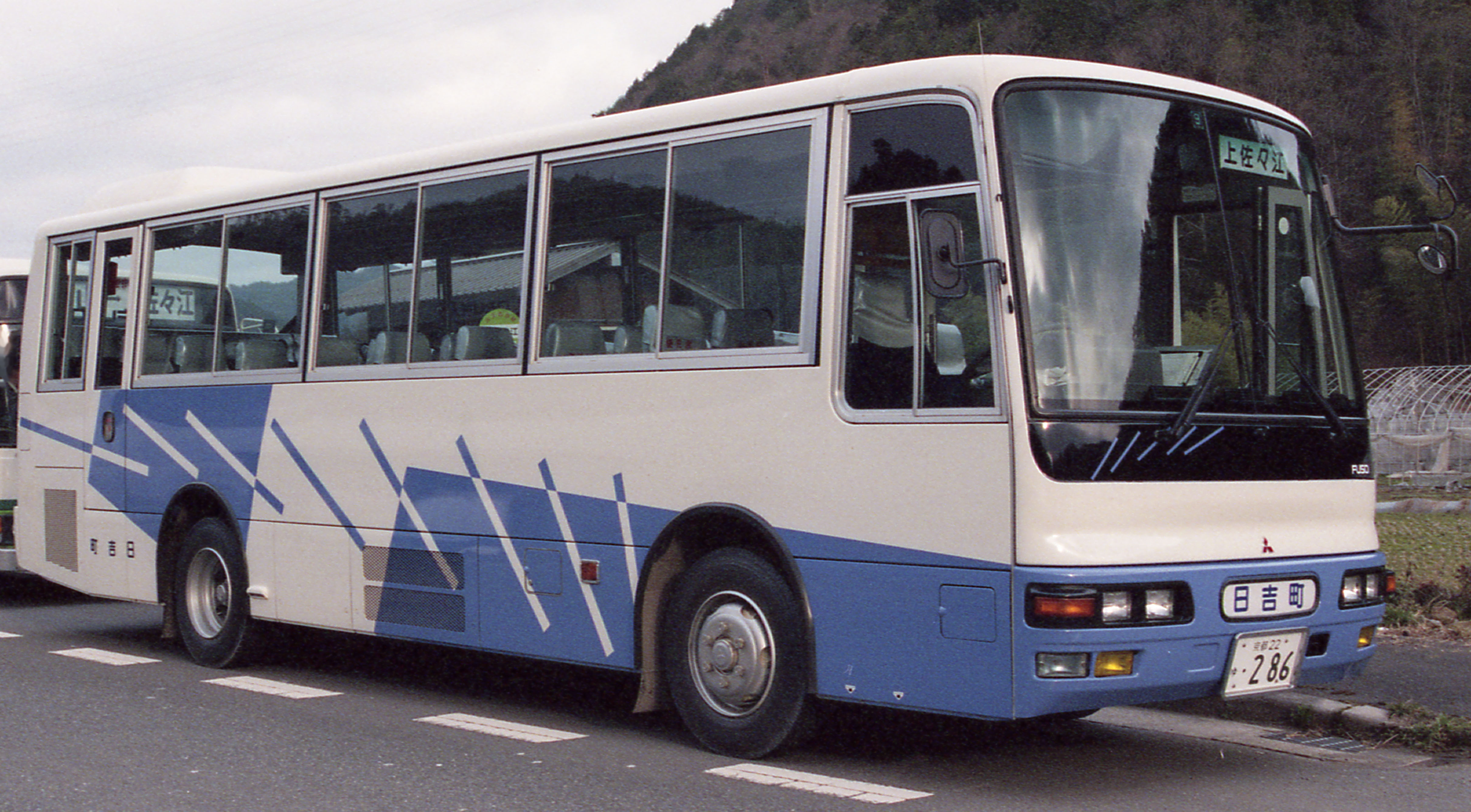
日吉町営バス当時の車両（1996年）
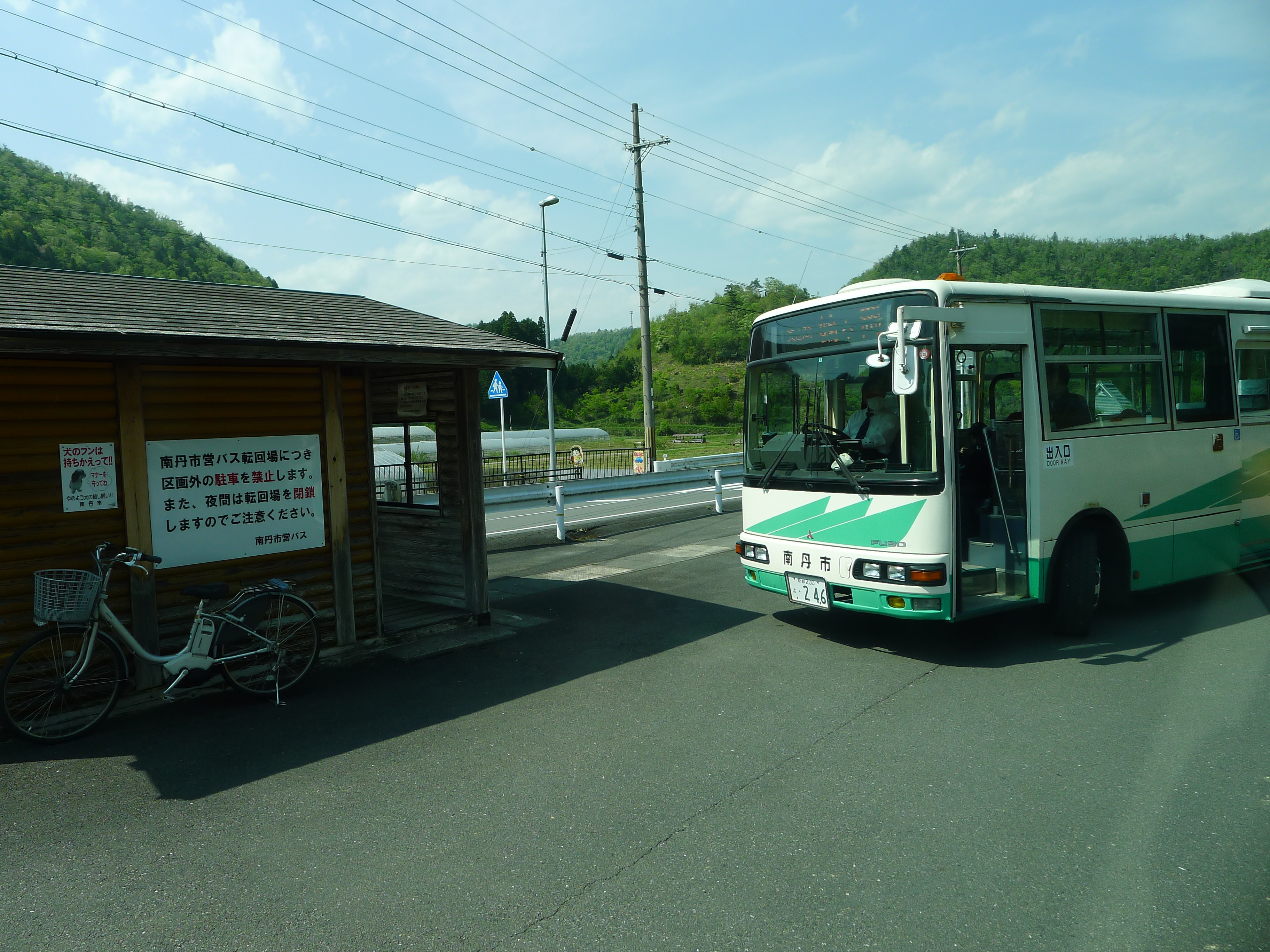
現 南丹市営バス、宮脇バス停にて